# Palliduphantes yakourensis
Palliduphantes yakourensis là một loài nhện trong họ Linyphiidae.
Loài này thuộc chi Palliduphantes. Palliduphantes yakourensis được Robert Bosmans miêu tả năm 2006.